# Meurtres My Way

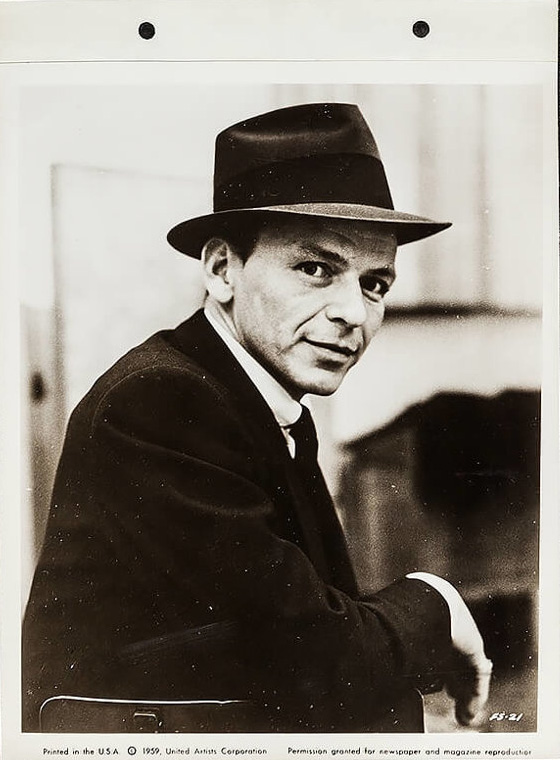
Frank Sinatra.

Les meurtres My Way sont un phénomène social des Philippines faisant référence à des algarades mortelles survenues dans des bars à karaoké à la suite d'interprétations en public de la chanson My Way, popularisée en 1969 par Frank Sinatra.
La popularité de la chanson dans les bars à karaoké philippins ou encore le contenu des paroles de My Way ont été avancés pour expliquer les causes de ces incidents.

## Contexte et histoire
Le karaoké est un passe-temps très répandu aux Philippines. Du fait de son coût très modique (5 pesos par chanson, soit 0,1 $ américain de 2007), il est particulièrement prisé des catégories les plus pauvres de la population, dans un pays où près de la moitié des habitants vit avec moins de 2 $ par jour ; pour bon nombre d'individus issus de ces milieux, c'est aussi une manière d'échapper aux difficultés du quotidien.
Malgré l'absence de statistiques précises, pas moins d'une demi-douzaine de meurtres imputables à la chanson My Way se sont produits entre 2000 et 2010, ce qui a incité les médias à qualifier ce phénomène de « meurtres My Way » (‘My Way’ killings). Le journaliste Palash Ghosh de l'International Business Times écrit quant à lui en 2012 que « la chanson phare de Frank Sinatra, My Way, a servi de bande-son à pas moins d'une douzaine de meurtres au cours de la dernière décennie ». À la suite de ces événements, le New York Times note que « nombreux sont les établissements à retirer [My Way] de leur catalogue » alors que « les admirateurs de Sinatra pratiquent souvent l'autocensure par instinct de survie ».

## Explications
Le journaliste du New York Times Norimitsu Onishi écrit à propos des meurtres : 

« Ces morts sont-elles la conséquence naturelle de la culture nationale de violence, mâtinée d'alcoolisme et de machisme ? Existe-t-il quelque chose de sinistre inhérent à la chanson elle-même ? […] Les Philippins, qui s'enorgueillissent de leur don pour le chant, se montrent peut-être moins tolérants envers les mauvais chanteurs. De fait, la plupart des drames liés à My Way surviennent à la fin de la prestation du chanteur, si l'assistance rit ou se moque de lui. »

Selon Roland B. Tolentino, spécialiste de culture pop à l'Université des Philippines Diliman, la corrélation entre les meurtres et la chanson s'expliquerait par le fait que My Way est l'un des tubes les plus fréquemment interprétés dans les bars à karaoké du pays, ce qui augmenterait sa probabilité d'être impliqué dans des incidents violents. Tolentino admet cependant que le « triomphalisme » des paroles de My Way peut être un facteur aggravant, dans la mesure où d'autres chansons tout aussi populaires aux Philippines n'ont provoqué aucun meurtre.
Butch Albarracin, propriétaire d'une école de chant à Manille, pointe également du doigt le contenu des paroles, qu'il juge arrogantes et orgueilleuses.